# Bernardim Esteves de Alte
Dr. Bernardim Esteves de Alte foi um jurista português.

## Família
Filho de Mestre Estêvão Castelhano, morador e Boticário na cidade de Beja, de nacionalidade Castelhana, Cristão-Novo, que se diz ser Afilhado de Bernardim Freire de Andrade e chamar-se, antes de purificado pelo Baptismo, Isaac, e de sua mulher Branca Esteves, de Mértola, amante de D. João de Sousa, do qual teve Cristóvão Esteves de Espargosa que, com grande número de testemunhas e alguns papéis deixados por sua mãe, provou a filiação, demonstrando estar já concebido quando ela casou com Mestre Estêvão Castelhano. Uma vez viúva, Branca Esteves teve, de João Pedroso, Tabelião de Beja, Mateus Esteves de Alte, casado com Ana Pais, filha de Vicente Fernandes Janeiro e de sua mulher Maria Pais de Matos, ambos de Cuba, de quem teve dois filhos e duas filhas, dos quais descendem os deste Apelido, tomado da Quinta da Salsa de Alte, que ficava no termo da vila de Serpa. Diz-se que depois se recebeu novamente com Cristóvão Velho, natural de Cuba.

## Biografia
D. João III de Portugal, atendendo aos serviços de Bernardim Esteves, prestados como Desembargador da Casa da Suplicação e Procurador dos Feitos da Fazenda Real e no Despacho dos Capítulos das Cortes, reunidas em Torres Novas e em Évora, na organização das Ordenações que se fizeram sobre esses Capítulos, em muitos Regimentos de coisas de Justiça e da Fazenda Real, na feitura dos Forais das Alfândegas, e por experiência ver sua vontade, fidelidade, letras e discrição, o nomeou para o cargo de Juiz dos Feitos da Fazenda do Negócio da Índia.
Por se desempenhar bem de tudo de que o encarregara, o mesmo Rei, por Carta e Alvará de 21 de Fevereiro de 1550, na e no qual sana o defeito de nascimento, o fez Fidalgo do Solar conhecido a ele e seus descendentes por linha masculina, dando-lhe por Solar a Quinta da Salsa de Alte e o mesmo privilégio estendeu à descendência masculina de sua filha Branca de Alte, casada com Simão Gonçalves Preto, que foi Chanceler-Mor do Reino.
Também o soberano lhe deu Carta de Armas Novas que são: de prata, com nove flores de lis de vermelho, postas 3, 3 e 3; timbre: uma das flores de lis do escudo.

## Casamentos e descendência
Casou primeira vez com Brites Nunes, filha de Adrião Nunes, de quem teve um filho e uma filha: 
- Cristóvão Esteves de Alte, casado com Catarina da Silva, filha de Bernardim Freire de Andrade e de sua segunda mulher, de quem foi segundo marido, Francisca da Silva, de quem teve quatro filhos e duas filhas
- Brites de Alte, casada com Simão Gonçalves Preto, de quem teve duas filhas

Casou segunda vez com Leonor Mascarenhas, sem geração.